# 天主教阿帕雷西达总教区
天主教阿帕雷西達總教區（拉丁語：Archidioecesis Apparitiopolitana）是羅馬天主教在巴西的一個教省總教區，下轄四個教區。
總教區成立於1958年4月19日，包括聖保羅州東部五市，2012年有教友169,300人，佔轄區總人口84.7%。教區下轄十八個堂區，有九十九名司鐸。現任教區總主教為雷蒙多·達瑪森諾·阿西斯樞機。

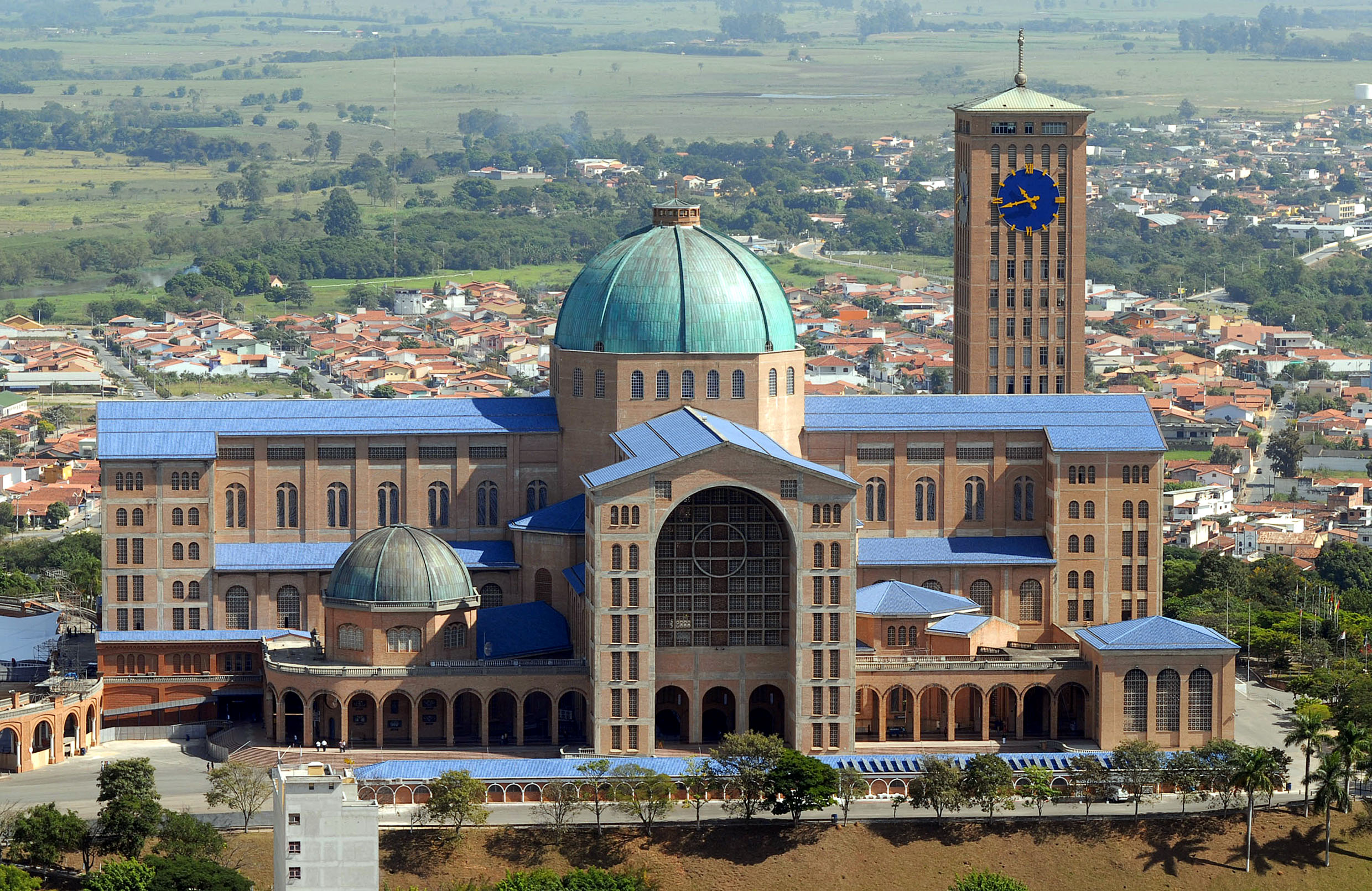
阿帕雷西达圣母全国朝圣所圣殿